# Землетрясение в Сиккиме
Сильное землетрясение в индийском штате Сикким магнитудой 6,9, произошло 18 сентября 2011 года в 18 часов 10 минут по местному времени в 68 км к северо-западу от Гангтока. Гипоцентр землетрясения находился на глубине 20 км

## Последствия

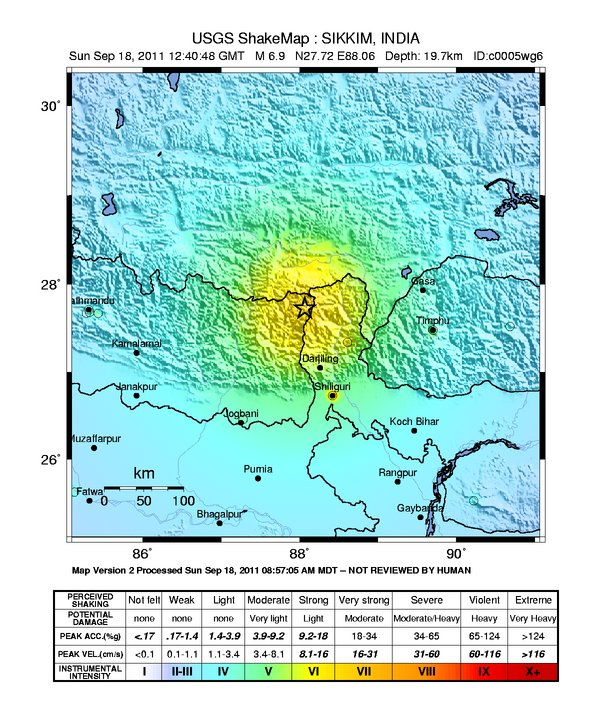
Карта интенсивности землетрясения от USGS

В одном лишь Гангтоке — столице штата Сикким обрушились от 10 до 12 домов. Подача электричества была возобновлена утром 19 сентября, а жители провели ночь на улице, опасаясь повторных подземных толчков.
На севере Западной Бенгалии отключились линии связи.
В Непале 5 человек погибли, 7 — получили ранения. Части стены Британского Посольства в Непале обрушились, смяв машину с тремя людьми внутри неё. 24 человека были ранены в долине Катманду, а 2 заключенных в тюрьме Бхадрагол, что в Диллибазаа, ввиду того, что её крыша дала трещины в результате подземного толчка.
Ущерб был отмечен в Гангткоке, Шилигури, Джалпаигури, Калимпонге и Дарджилинге. Самый серьёзный урон пришелся на север штата Сикким, включая и от оползней. Линии электропередачи и связи были очень серьёзно повреждены в Сиккиме. Произошли оползни в Дарджилинге и Калимпонге. Здания обрушились в округе Катихар штата Бихара. 1 человек погиб в Джарджилинге и 1 в Бхагалпуре.
По меньшей мере, 60 человек были ранены в Катманду из-за того, что люди выпрыгивали из окон зданий. В Мантхали 15 домов были повреждены землетрясением. Полицейский участок в Дхануша был также поврежден. Несколько человек выпрыгнули со второго этажа зданий в Бишал Базаре и Махараджгундже.
В Тапледжунге 50 домов обрушились, оставив 16 человек раненными, районная тюрьма была повреждена. В Сангкхувасабха землетрясением повреждены 15 зданий, включая районный полицейский участок, местное отделение банка Растрия Баниджя, районный Комитет развития, Непальский Красный Крест и отделение базы лагеря вооруженных полицейских сил.

## Жертвы и пострадавшие
В Индии от 83-х до 113 погибших, более трехсот раненых, более 50 тысяч жителей остались без крова, 15 тысяч домов уничтожено и более чем ста тысячам нанесен урон.
В Непале — 9 погибших, более 89 раненых и более 7200 жителей остались без крова, 2000 домов полностью разрушенных или которым причинен ущерб.
В Тибете — 7 погибших, 200 раненых, 13793 жителей так или иначе затронуло данное землетрясение, 1000 разрушенных домов и 2000 домам нанесен урон.
В Бутане — 1 погибший, 16 раненых, 4000 домов повреждены.
В Бангладеш — 1 человек ранен, более 50 домов повреждены.

## Помощь
Армия и силы по ликвидации последствий стихийных бедствий были призваны в Сикким для осуществления спасательной операции. Были направлены 4 самолета ВВС Индии со спасателями и спасательным оборудованием. Однако, дождь и оползни остановили спасательную операцию сотен рабочих по поиску выживших в землетрясении. Более 400 спасателей пытаются добраться до столицы Сиккима, отрезанной оползнями и трещинами в дорогах. Много городов в штате Сикким находятся без электричества, тысячи людей находятся в укрытиях, предоставленных правительством
Специальной спасательной командой Непала в районе эпицентра землетрясения были спасены 12 человек, которых госпитализировали. Люди боятся афтершоков.
Индо-Тибетская Пограничная Полиция проводила поисково-спасательную операцию в Пегонге на севере Сиккима. Они спасли 15 туристов и 150 жителей деревень. Спасательные операции выполнялись с трудностями ввиду отсутствия электричества. Индо-Тибетская Пограничная Полиция также лишилась двух своих зданий. Дорога, связывающая их штаб-квартиру, в разломах
16 оползней на протяжении 10 км в Сиккиме. 712 единиц личного состава ITBP заняты в поисково-спасательной операции в этом штате. Армия развернула 72 единицы, включая пехотные и инженерные войска, 4 вертолета Дхрув и 5 — Читах. Вертолеты будут проводить разведку воздухом на удаленных территориях в поисках выживших.